# Franz Zimmer
Franz Zimmer, křtěný Franz Salesius Joannes Georgius Czimmer (křtěn 24. ledna 1765 Praha – 11. května 1842 Praha) byl první pražský starožitník, obchodník s uměleckými předměty, papírník, vydavatel hudebnin a grafických alb, zakladatel firmy "Franz Zimmer & Sohn".

## Život a kariéra

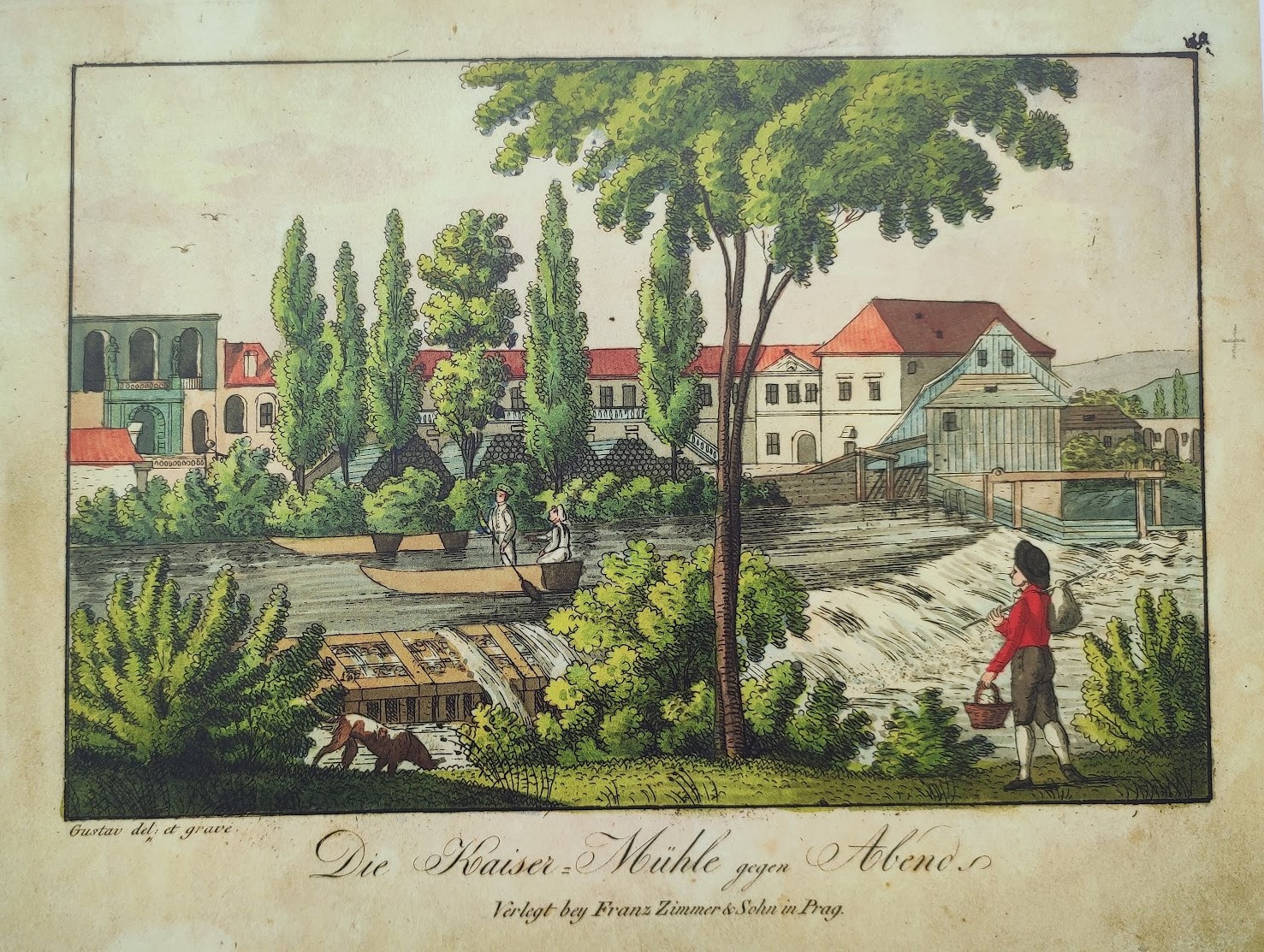
Gustav Adolf: Císařský mlýn v Bubenči, z Zimmerova alba Pohledů na Prahu, 1818–1820

Franz Zimmer pocházel z pražské německojazyčné rodiny Johanna Georga Czimmera a jeho manželky Anny. O původu a profesi jeho rodičů není nic publikováno, podle jedné pobytové přihlášky se hlásili k domovské obci Mýto u Rokycan. Křest dítěte ve Svatovítské katedrále svědčí pro rodinu movitou. 
O vzdělání Franze Zimmera zatím nebyly zjištěny žádné zprávy, pravděpodobně absolvoval gymnázium, protože kromě rodné němčiny v obchodní korespondenci užíval francouzštinu. Začal obchodovat v Praze v malém pouličním krámku asi v roce 1800. Roku 1801 již byl zapsán jako obchodník s obrazy. Od roku 1804 vedl na Starém Městě v Červeném domě v Jesuitské (nyní Karlově) ulici čp. 147/I byt a kamenný obchod se starožitnostmi, hudebninami a zbožím papírnickým. Postupně se vícekrát stěhoval, nikdy nebyl majitelem domu, ale jeho firma prosperovala a v roce 1818 rozšířila sortiment také na soudobé turistické upomínky, jako byly grafické pohledy na Prahu nebo na západočeská lázeňská města. Proto Zimmer roku 1807 založil pobočku v Karlových Varech na Staré louce. Do podnikání již rok po svatbě vložil věno své druhé manželky Veroniky, která pocházela z bohaté řeznické rodiny. Jeho korektní přístup potvrzuje dochovaná směnka na dva tisíce zlatých, kterou své manželce vystavil.

## Rodinný život
Franz Zimmer byl dvakrát ženat. Z prvního manželství měl syna Antona (1793–1823), který se stal jeho prvním obchodním společníkem, ale zemřel mlád v Itálii na cestě za zdravím. 
Podruhé se Zimmer oženil 19. ledna 1801 v kostele sv. Havla na Starém Městě pražském s Veronikou Trayerovou/Treuerovou (1782–1858), která pocházela z Lubné na Rakovnicku. Měli šest dětí:
- Karel Anton (* 1802 nebo 1804), voják, rytmistr rakouské armády,
- Terezie (1807–1848), o jejím životě je známo nejvíce, protož se zachoval její památník z let 1818–1837.[5] 30. listopadu roku 1839 se provdala za Václava Alexe Prospera Rybu (1800–1863), jednoho ze synů hudebního skladatele Jakuba Jana Ryby),[6] se kterým se seznámila v obchodě svého otce, protože se tam vyučil knihkupcem a papírníkem a během učednických let u Zimmerových bydlel.[7] Václav Ryba si v Havelské ulici 7 (čp. 509/I) otevřel vydavatelství hudebnin a papírnictví, později byl také přísežným znalcem v papírnickém oboru. Po tchánově smrti pravděpodobně získal některé zboží z firmy. Manželství Václava Alexe s Terezií zůstalo bezdětné a firma zanikla.
- Johanna Barbora (26.3.1810 – 1874)[8] se provdala za pražského lékaře Josefa Engela, profesora lékařské fakulty Karlo-Ferdinandovy univerzity. Byla matkou mladočeského politika Emanuela Engela (1844–1907).
- Ignác Fridrich (23. 4. 1811– 23.9.1846),[9] starožitník a společník firmy "Franz Zimmer & Sohn", oženil se s Matildou Lapinskou z Kyjeva (̈* 1827),[10] měli syna Jakuba Karla a dceru Matildu
- Mathilda (* 1815)
- Vincenc/Čeněk (15.2.1819 Praha – 1887 Vídeň), právník, c.k. generální auditor; sňatek roku 1854 v Subotici (Theresiopel v Srbsku, tehdy součást Uher), manželka Rosalie Vojnitsova de Bajsa, dcera Rosalie[11]

## Pozůstalost
Prostřednictvím daru Zimmerova vnuka Emanuela Engela se rodinná pozůstalost dvou desítek starožitných předmětů (sklo, keramika, tisky) a dvojice protějškových portrétů Franze a Veroniky Zimmmerových dostala do sbírky oddělení starších českých dějin Národního muzea v Praze a písemná pozůstalost do Literárního archivu Památníku národního písemnictví v Praze.